# Železniška postaja Črnotiče
Železniška postaja Črnotiče je ena izmed železniških postaj v Sloveniji, na železniški progi Divača–Koper, ki oskrbuje bližnje naselje Črnotiče.